# Ніколас Лімбах
Ніколас Лімбах (нім. Nicolas Limbach; нар. 29 грудня 1985 року, Ойпен, Бельгія) — німецький фехтувальник на шпагах, чемпіон світу, призер чемпіонату світу та Європи.

## Виступи на Олімпіадах
| Олімпіада   | Дисципліна          | Місце |
| ----------- | ------------------- | ----- |
| Пекін 2008  | індивідуальна шабля | 9     |
| Лондон 2012 | індивідуальна шабля | 5     |
| Лондон 2012 | командна шабля      | 5     |